# Gmina związkowa Monsheim
Gmina związkowa Monsheim (niem. Verbandsgemeinde Monsheim) – gmina związkowa w Niemczech, w kraju związkowym Nadrenia-Palatynat, w powiecie Alzey-Worms. Siedziba gminy związkowej znajduje się w miejscowości Monsheim.

## Podział administracyjny
Gmina związkowa zrzesza siedem gmin wiejskich:
1. Flörsheim-Dalsheim
2. Hohen-Sülzen
3. Mölsheim
4. Mörstadt
5. Monsheim
6. Offstein
7. Wachenheim